# Teresa Maria Pitarch i Albós
Teresa Maria Pitarch i Albós (Barcelona, 1964) és una advocada i política catalana. Fou presidenta de l'Institut Català de les Dones.
Des del 2011 i fins a l'actualitat ha exercit el càrrec de directora general de l'Oficina de Supervisió i Avaluació de la Contractació Pública del Departament de la Presidència de la Generalitat de Catalunya des d'on va col·laborar en la redacció de la Llei 17/2015, del 21 de juliol, d'igualtat efectiva de dones i homes pel que fa a l'àmbit dels mecanismes per a garantir el dret a la igualtat efectiva de dones i homes en el sector públic.
El 2 de febrer de 2016 va ser nomenada presidenta de l'Institut Català de les Dones. Va ser destituïda l'endemà d'anunciar la seva baixa del Partit Demòcrata com havia fet l'exconseller Germà Gordó. El 15 de juny de 2017 es va publicar al DOGC. En l'àmbit municipal, va ser consellera municipal de Barcelona i vicepresidenta del Consell Plenari del Districte de l'Eixample.
El 2018 fou elegida cap de llista de Convergents a l'alcaldia de Barcelona.

## Centrem
El 2022 va participar en la configuració de Centrem, un partit política que vol aglutinar PDECat, Convergents, Lliga i Lliures. Es va presentar com a candidata a la secretaria general del partit, i va rebre un 22% dels vots, quedant per darrera d'Àngels Chacón, qui rebria el 77%.